# Claude Kogan
Claude Kogan, de soltera Trouillet (París, 1919 – en el Himalaya, 17 de octubre de 1959) fue una alpinista francesa.
Kogan era hija de una madre pobre. Abandonó la escuela a los quince años para trabajar de costurera. Durante la Segunda Guerra Mundial, se inició  en el alpinismo en 1940, en compañía de Georges Kogan, con quien se casaría en 1945. Se refugiaron en el macizo de Mercantour. Tras la guerra montaron una industria textil. Kogan diseñó ropa de baño, uno de sus primeros clientes fue Christian Dior. También realizaron varias ascensiones al Mont Blanc.
En 1951, en la Cordillera Blanca (Perú),el matrimonio ascendió al Nevado Alpamayo, a una altitud de 6100 metros. Tras enviudar, prosiguió su carrera en busca de cotas cada vez más altas, escalanda en los Andes, el Cáucaso y Groenlandia.
En 1954 inició la subida al Cho Oyu en compañía del suizo Raymond Lambert. Alcanzó la cota de 7500 metros, que en aquel momento era la altura más alta a la que había llegado una escaladora, por lo que fue declarada campeona del mundo  femenina de escalada.
En 1955 volvió al Himalaya con Lambert y alcanzó los 7400 metros, llegando la primera al glaciar de Ganess. En el descenso de esta escalada falleció Eric Gauchat.
En 1959 volvió al Cho Oyu, para dirigir una expedición femenina. Aunque logró hacer cima, perdió la vida durante el descenso en una tempestad, junto con la escaladora belga Claudine van der Stratten y el guía Agnorbu. Los cadáveres fueron descubiertos varios días después por una expedición que los seguía.